# ادوارد مارتین
ادوارد مارتین (به انگلیسی: Edward Martin) سناتور سابق عضو حزب جمهوری‌خواه ایالات متحده آمریکا بود. وی در سال ۱۹۴۷ تا ۱۹۵۹ میلادی سناتور ایالت پنسیلوانیا در سنای ایالات متحده آمریکا بود.